# پیتر دونالد
پیتر دونالد (انگلیسی: Peter Donlon; ۱۶ دسامبر ۱۹۰۶ – ۱۴ دسامبر ۱۹۷۹) قایقران روئینگ اهل ایالات متحده آمریکا بود.